# Jack Dyson (rugbysta)
Jack Dyson (ur. 6 września 1866 w Skelmanthorpe, zm. 3 stycznia 1909 w Huddersfield) – angielski rugbysta, reprezentant kraju.
Związany był z lokalnym klubem Huddersfield. W latach 1890–1883 dla angielskiej reprezentacji rozegrał cztery spotkania w Home Nations Championship zdobywając jedno przyłożenie.